# Fritz Bauer (remador)
Fritz Bauer   (Breslau, 23 de juny de 1906 - Mannheim, 19 de setembre de 1992) fou un remer alemany que va competir durant les dècades de 1920 i 1930.
Durant la seva carrera esportiva va prendre part en tres edicions dels Jocs Olímpics, el 1928, 1932 i 1936. En aquesta darrera edició, a Berlín, guanyà la medalla d'or en la prova del quatre amb timoner del programa de rem.